# NGC 4524
NGC 4524 é uma galáxia espiral (Sbc) localizada na direcção da constelação de Corvus. Possui uma declinação de -12° 01' 38" e uma ascensão recta de 12 horas, 33 minutos e 54,4 segundos.
A galáxia NGC 4524 foi descoberta em 9 de Março de 1828 por John Herschel.